# Chrysophyllum lungi
Chrysophyllum lungi är en tvåhjärtbladig växtart som beskrevs av De Wild. Chrysophyllum lungi ingår i släktet Chrysophyllum och familjen Sapotaceae.
Artens utbredningsområde är Kongo-Kinshasa. Inga underarter finns listade i Catalogue of Life.